# Geschichte Nordmazedoniens
Die Geschichte Nordmazedoniens beschäftigt sich mit den Ereignissen und Entwicklungen auf dem Territorium der heutigen Republik Nordmazedonien und auch den Ereignissen außerhalb dieses Gebiets, welche die Veränderungen dort stark beeinflussten. Das Land nannte sich lange Zeit Mazedonien.
Die Region Makedonien (oder auch Mazedonien) auf der Balkanhalbinsel ist ein geographischer Raum ohne klare Abgrenzung. Sie war etwa ab Mitte des 14. Jahrhunderts bis Anfang des 20. Jahrhunderts Bestandteil des Osmanischen Reiches, und in mehrere Provinzen unterteilt. Die bedeutendste Handelsstadt der Region war seit der Zeit des Byzantinischen Reiches, die Stadt Thessaloniki am Ägäischen Meer.

## Mazedonische Frage im 19. und Anfang des 20. Jahrhunderts

### Innerchristliche Verwaltung des Osmanischen Reiches
Nach dem Fall von Konstantinopel im Jahre 1453 und der Auflösung des Byzantinischen Reiches bestätigte Sultan Mehmed der Eroberer 1454 den Patriarchen von Konstantinopel als Oberhaupt für alle orthodoxen Christen im Reich. Der Patriarch stand somit nach weiteren osmanischen Eroberungen auch den serbischen und bulgarischen orthodoxen Kirchen vor, die ihre autokephalen Patriarchate und Erzbistümer teilweise aufgeben mussten. Der Klerus dieser nichtgriechischen Kirchen wurde vom Patriarchen in Konstantinopel berufen und das Patriarchat war auch zuständig für die Eintreibung und Abführung der speziell für die orthodoxen Untertanen geltenden Schutzsteuer. Diese Koexistenz zwischen Orthodoxen und Muslimen ermöglichte neben dem physischen auch das kulturelle Weiterleben der Orthodoxie im Osmanischen Reich.
Der griechische und armenische Klerus konnten eine vom Sultan privilegierte Vorrangstellung gegenüber den Klerikern der Serben, Bulgaren und Rumänen einnehmen. Dadurch entstanden starke innerorthodoxe Spannungen. Im Jahre 1767 erfolgte auf Druck der Phanarioten die Auflösung des Erzbistums Ohrid und des Patriarchats Peć und die gesamte Orthodoxie im Osmanischen Reich wurde dem Ökumenischen Patriarchat von Konstantinopel unterstellt. Dadurch verstärkte sich der Einfluss der griechischen Kultur und Sprache auf die slawischsprachigen Völker.
Das Patriarchat von Konstantinopel verdankte seine Vormachtstellung während der Osmanenzeit der politisch gewichtigen Tatsache, dass die osmanische Macht bis Anfang des 18. Jahrhunderts keine Intervention einer orthodoxen politischen Macht zu befürchten hatte. Mit den fortdauernden russisch-osmanischen Kriegen verschlechterte sich auch diese Stellung, und spätestens nach dem Russisch-Osmanischen Krieg von 1768 bis 1774 und der verheerenden osmanischen Niederlage wurde am 21. Juli 1774 der Friede von Küçük Kaynarca vereinbart, der unter anderem das Russische Kaiserreich als Schutzmacht aller Orthodoxen im Osmanenreich diktierte, analog zu Frankreich, das dieselbe Stellung schon 1740 für die Katholiken innehatte.

### Bulgarische Nationalbewegung

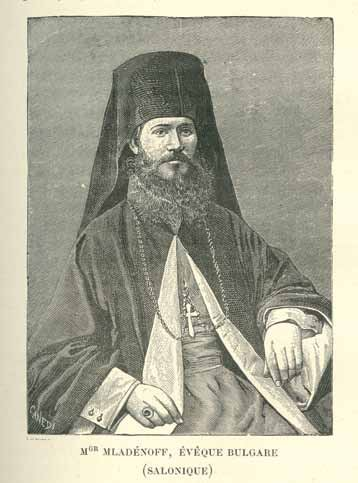
Lasar von Thessaloniki, Bischof von Makedonien

In der Region Makedonien entstanden infolge der „Bulgarischen Wiedergeburt“ zwei zum Teil unabhängige Kirchenhierarchien: die im Jahr 1860 gegründete Bulgarisch-Katholische Kirche und das 1870 gegründete bulgarische Exarchat. Die erste ging auf die Union von Kilkis (bulg. Kukusch) aus dem Jahr 1859 zurück, in der französische Lazaristen sich die Unzufriedenheit der örtlichen Bevölkerung mit den orthodoxen phanariotischen Bischöfen zunutze machten und ihr eine nationale Kirchenhierarchie versprachen. Damit setzten sie die von Petar Bogdan in die Wirklichkeit um den katholischen Glauben für die Aufklärung und Unabhängigkeit des bulgarischen Volkes zu nutzen. 1861 war mit Josif Sokolski der erste katholische Erzbischof der Bulgarisch-Katholischen Kirche und mit Lasar Mladenow Bischof der makedonischen Diözese von Thessaloniki eingesetzt worden. Die so entstandene Kirche verstand sich als Teil der bulgarischen Nationalbewegung und hatte 30.000 bis 60.000 Gläubige.
1870 entstand nun nach einem Ferman (Dekret) des Sultans auch eine bulgarische orthodoxe Kirche in Form eines Exarchats, welches nicht mehr dem Patronat des griechisch-orthodoxen Patriarchats in Konstantinopel unterstand. Mit dem Ferman des Sultans wurde zum ersten Mal ein Millet, das sogenannte bulgarische Millet (Eksarhhâne-i Millet i Bulgar) im osmanischen Reich auf ethnischer Grundlage zugelassen. Für alle Orte, die im Ferman nicht namentlich erwähnt worden waren und sich dem Exarchat und dem Millet anschließen wollten, gestattete man der Bevölkerung einen Plebiszit. Wenn sich dabei zwei Drittel der orthodoxen Einwohner zum Bulgarischen Exarchat bekannte, wurde die Ortschaft unter der Jurisdiktion der erneuerten bulgarischen Kirche unterstellt und bekamen alle mit dem bulgarischen Millet verbundenen Rechte. Dieses betraf auf Druck des Patriarchen von Konstantinopel vor allem Eparchien in Makedonien und Thrakien, die im Ferman nicht erwähnt wurden. In den nächsten Jahren traten einige der makedonischen Diözesen des Patriarchats und der bulgarisch-katholischen Kirche nach einer Volksabstimmung dem Exarchat bei. Dieser Prozess dauerte bis in die 1880er Jahre an.
Die Errichtung des Exarchats und die mit dem Millet verbundenen Rechte, ermöglichte die Besetzung von Bischofssitzen und Priestern durch Bulgaren, die Abhaltung von Gottesdiensten in bulgarischer Sprache und die Errichtung eines bulgarischen Schulwesens innerhalb des Osmanischen Reiches bis hin zur Besetzung der lokalen Verwaltung durch Bulgaren. So wurde 1874 nach einem Plebiszit der erste bulgarische Bischof der Eparchie Skopje eingesetzt und im ganz Makedonien entstanden bulgarischen Gemeinden und Schulen. Mit der Bildung der bulgarisch-orthodoxen Kirche endete die zweite, vorletzte Periode der Bulgarischen Wiedergeburt. Gleichermaßen führte die Errichtung des bulgarischen Millets zum unmittelbaren Machtverlust des griechisch-dominierten Patriarchats und die mit der Megali Idea sympathisierte Bevölkerung und auf der Balkanhalbinsel entbrannte – am stärksten in den ethnisch gemischten Regionen Makedoniens und Thrakiens – ein bulgarisch-griechischer Kirchenkampf um das Bekenntnis zum bulgarischen „Exarchat“ oder zum griechisch dominierten Patriarchat in Konstantinopel. Der ökumenische Patriarch von Konstantinopel, der den Ferman nicht anerkannte, erklärte bereits 1872 das bulgarische „Exarchat“ für schismatisch.
Die politische Auseinandersetzung tobte zwischen den verschiedenen Schulen, die von der jeweiligen Kirchen unterhalten wurden. Auf dem Höhepunkt des Kirchenstreits und des wirtschaftlichen Zusammenbruchs des Osmanischen Reichs entluden sich die verschiedenen Konfliktpotentiale (politische und geistliche Unabhängigkeit, politische Autonomie etc.) 1875/76 in einer Reihe von bewaffneten Aufständen im bulgarischen Kernland. Damit wurde die dritte und letzte Periode der Bulgarischen Wiedergeburt eingeleitet. Auch fernab der Zentren des Aprilaufstandes kam es 1876 in Makedonien zur Gründung revolutionärer Komitees, die zum Kampf aufriefen; so beispielsweise im Dorf Raslowzi zu bewaffneten Kämpfen und im Bezirk Raslog zu Massenverhaftungen.
Diejenigen Christen in Makedonien, die dem Patriarchat in Konstantinopel treu blieben (vor allem Aromunen und Meglenorumänen), bekannten sich weiterhin auch zur griechischen Sprache und Kultur, während sich die slawisch sprechenden Menschen der Region mehrheitlich zum bulgarischen Exarchat bekannten. Es ist umstritten, ob es sich, wie von bulgarischen Historikern behauptet, um eine nationale Erhebung der „bulgarischen“ Bevölkerung gegen eine Fremdherrschaft gehandelt habe. Die Zahl der örtlich isolierten, vom rumänischen Ausland operierenden Revolutionäre und deren Organisationsgrad war zu gering, um Einfluss auf die Gesamtbevölkerung zu erlangen.
Letztlich konnten die Anführer des Aprilaufstandes lediglich einige hundert Aufständische organisieren und waren schnell besiegt. Nach dem Historiker Björn Opfer kann von einem „nationalen Befreiungskampf“ letztlich nicht gesprochen werden.
Nach dem Russisch-Osmanischen Krieg von 1877 bis 1878 und der erneuten osmanischen Niederlage sah der Vorfrieden von San Stefano zwischen Russland und dem Osmanischen Reich vom 3. März 1878 einen großbulgarischen Staat unter Einschluss Makedoniens vor. Großbritannien, Frankreich, das Deutsche Reich und die Donaumonarchie aber drängten mit Erfolg auf eine Korrektur dieses Vorfriedensvertrages. Auf dem Berliner Kongress konnte Russland seine maximalen Forderungen auf der Balkanhalbinsel nicht durchsetzen. Es entstand ein bulgarisches Fürstentum, welches unter russischem Einfluss stand, sowie die autonome Provinz Ostrumelien unter osmanischer Verwaltung und mit Philippopel als Hauptstadt. Am 6. Septemberjul. / 18. September 1885greg. vereinigten sich das bulgarische Fürstentum im Norden und die autonome Provinz Ostrumelien den Ergebnissen des Berliner Kongresses zum Trotz. 1893 entstand die Bewegung der Bulgarischen Makedonien-Adrianopeler Revolutionäres Komitee (später in Innere Makedonisch-Adrianopeler Revolutionäre Organisation IMARO, bulgarisch/mazedonisch VMARO umbenannt).
In den 1890er Jahren begann der bulgarische Anspruch auf Makedonien ins Wanken zu geraten. Serbische und griechische Priester und Lehrer wetteiferten, anfänglich ohne großen Erfolg, um die Gunst der mazedonischen Bevölkerung für die jeweils erwünschte nationale Hinwendung. Als weitere Alternative gegenüber dem bulgarischen Angliederungskonzept vertrat die innermazedonisch revolutionäre Bewegung, bei häufig wechselnden Bezeichnungen als „Innere Organisation“ bekannt, ein autonomes Mazedonien im Rahmen einer Balkanföderation. Die „Mazedonische Frage“ war nicht mehr wie selbstverständlich eine bulgarische Angelegenheit. Innermazedonische Partikularinteressen machten den Weg Sofias zur „nationalen Vereinigung“ noch steiniger.
Dem Ilinden-Preobraschenie-Aufstand der Bevölkerung in Makedonien und Thrakien im August 1903 gegen die osmanische Herrschaft gegenüber verhielten sich Griechen und Serben neutral. Die griechische und serbische Führung hatten bereits gegen Ende des 19. Jahrhunderts die Position vertreten, dass die bulgarisch geführte Guerillabewegung im makedonischen Raum nicht den eigenen Interessen diene. Spätestens ab diesem Zeitpunkt manifestierte sich die direkte Auseinandersetzung des griechischen, serbischen und bulgarischen Nationalismus und der Aufbau der eigenen Guerillabewegung (bulgarische Komitadschi, griechische Andartis und serbische Tschetniks).
Nach der blutigen Niederschlagung des Aufstandes konnte sich die BMARK lange Zeit nicht erholen und geriet gegenüber ihren griechischen und serbischen Rivalen in die Defensive. Heute gilt der Ilinden als eines der Schlüsselereignisse der mazedonischen nationalen Geschichtsauffassung. Die „Makedonische Frage“ wurde die brisanteste Teilfrage der Orientalischen Frage. Von 1903 bis 1918 wurde Makedonien als strategisch wichtige Region das geopolitische „Schiebegewicht“ und der „Zankapfel“ des Balkans. In sämtlichen bewaffneten Auseinandersetzungen dieser Jahre bestanden die Kombattanten beider Seiten sowohl aus regulären Truppen als auch aus Paramilitärs. In allen Fällen wurde exzessive Gewalt gegen die Zivilbevölkerung als Kriegsmittel gezielt eingesetzt.

### Griechische Nationalbewegung
Die „Megali Idea“ (Große Idee) war das Motto des griechischen Nationalismus im 19. und frühen 20. Jahrhunderts, die im Universalitätsanspruch des Begriffes Hellenentum die Vereinigung aller Teile der griechischen Welt anstrebte. 1844 formulierte Ministerpräsident Ioannis Kolettis die Außenpolitik des modernen griechischen Nationalstaates mit dem Ziel der staatlichen Vereinigung aller Griechen und der Expansion des Nationalstaates, dessen zukünftige Hauptstadt das noch zu erobernde Konstantinopel sein sollte. Unklar blieb in diesem Kontext, ob die Eliminierung oder die Erhaltung des osmanischen Reiches beabsichtigt wurde. So gab es die Besonderheit, dass der griechische Staat im Kontext der Megali Idea als ein Erfüllungsgehilfe betrachtet wurde unter dem Motto Die Nation steht über dem Staat.
Auf griechischer Seite gründeten Offiziere und Intellektuelle im Jahr 1894 den Geheimbund Ethnike Hetairia (Nationale Gesellschaft), dessen Kämpfer in Makedonien vor allem zwischen 1904 und 1908 einen blutigen Guerillakrieg (Makedonikós agónas Μακεδονικός αγώνας) primär gegen ihre bulgarischen Konkurrenten führten, aber auch gegen die osmanischen Behörden.

### Probleme der mazedonischen Nationswerdung
Bis in die Mitte des 20. Jahrhunderts hinein war die ethnonationale Determiniertheit der christlich-orthodoxen Bevölkerungsmehrheit Makedoniens gering gewesen.
Durch den Kampf um die Verdrängung des Osmanischen Reiches (siehe Balkanbund) verbunden mit dem Erstarken des Nationalismus der Balkanvölker entstanden territoriale Ansprüche in Bezug auf Makedonien, die auch die dort ansässige Bevölkerung einbezogen. Für Bulgarien war der größere Teil der slawischen Bevölkerung Mazedoniens schlicht bulgarisch, für Serbien handelte es sich dabei um Serben, für die Griechen um „Konationale“, die durch einen „historischen Irrtum“ eine slawische Sprache sprachen.
Die Bulgaren behaupteten, die bäuerlichen Einwohner seien Bulgaren, weil sie einen dem Bulgarischen sehr ähnlichen Dialekt sprachen. Die Serben beriefen sich auf ähnliche Volksbräuche, die Griechen wiesen auf die Verbreitung der griechisch-orthodoxen Kirche hin und dass die Griechen seit Alexander dem Großen in dem Gebiet lebten. Nach 1890 begannen Teile der gebildeten Oberschicht zu verkünden, dass es eine gesonderte, mazedonisch-slawische Nation gäbe. Die meisten Mazedonier fühlten aber wohl lediglich lokale Bindungen an Familie, Religion und Dorf.

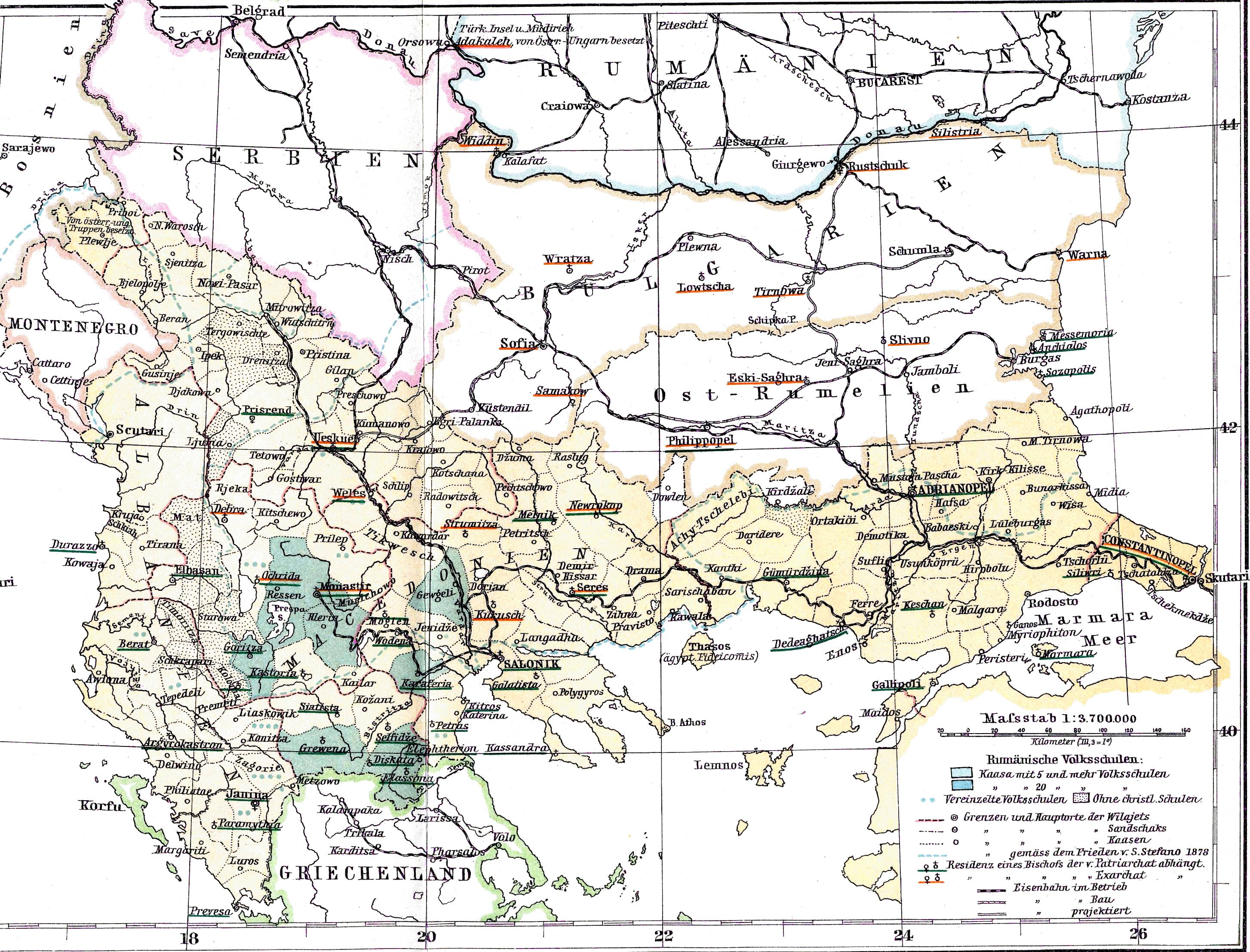
Rumänische Schulen für Aromunen und Meglenorumänen im Osmanischen Reich (1886) als Beispiel für die Durchdringung Makedoniens durch Schulen der Nachbarländer

Einen zentralen Faktor bei der zögerlichen Nationenbildung der Bewohner der Region, das von den benachbarten Nationalstaaten im osmanischen Makedonien betriebene nationalsprachliche Schulwesen, beschrieb Oswald Spengler „zugespitzt, aber treffend“ 1922 in Der Untergang des Abendlandes:

„In Mazedonien haben Serben, Bulgaren und Griechen im 19. Jahrhundert christliche Schulen für die türkenfeindliche Bevölkerung gegründet. Wenn in einem Dorfe zufällig serbisch unterrichtet wurde, so bestand schon die folgende Generation aus fanatischen Serben. Die heutige Stärke der „Nationen“ ist also lediglich eine Folge der früheren Schulpolitik.“

Die in diesem Zusammenhang entstandenen Schulsysteme wurden von Schulen für die Aromunen ergänzt, die von Rumänien aus unterstützt wurden. Keines dieser „nationalen“ Schulnetze war jedoch bei der „Gewinnung“ der türkenfeindlichen Bevölkerung effizient oder flächendeckend. Die ethnonationale Tabula-rasa-Situation und die Möglichkeit zur Mobilisierung durch kirchliche Schulen gab den, hier auf Gebietserweiterungen drängenden Staaten Griechenland, Serbien und Bulgarien Gelegenheit, die ansässige Bevölkerung in ihrem Sinne zu „polen“, um später eventuelle Ansprüche zu untermauern.

### Balkankriege 1912/13 und Erster Weltkrieg

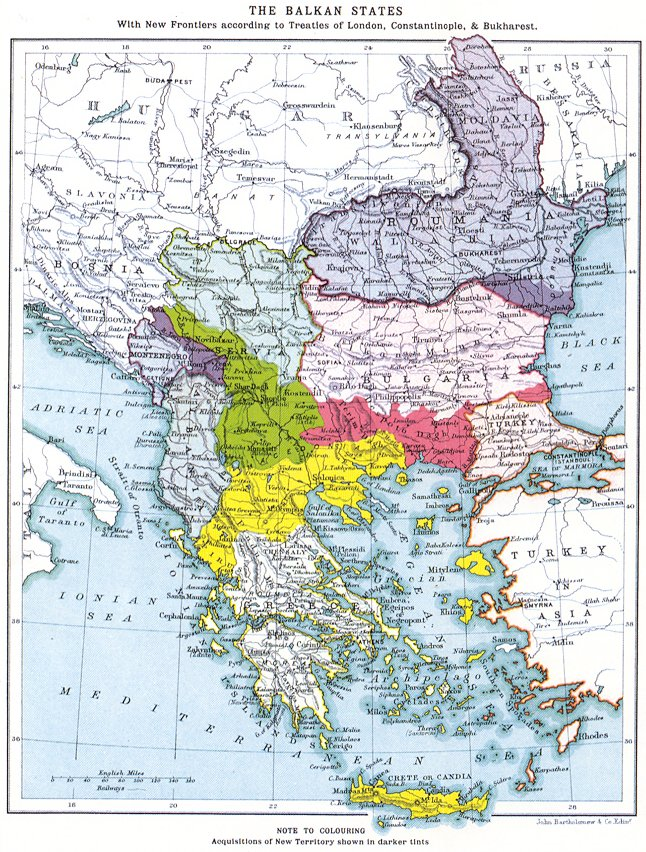
Grenzveränderungen durch die Balkankriege

Die Jungtürkische Revolution von 1908/09 verschärfte den Konflikt zwischen Griechenland, Serbien, Montenegro, Bulgarien und dem Osmanischen Reich. Die Bevölkerung in der Region bestand bis zu den Balkankriegen mehrheitlich aus Christlich-Orthodoxen und Moslems. Die Christlich-Orthodoxen trennten sich in die Anhänger des griechisch dominierten Patriarchats von Konstantinopel, und Anhänger der bulgarischen Kirche.
Im Ersten und Zweiten Balkankrieg wurden in der Region jene Grenzen Griechenlands, Bulgariens und Serbiens gezogen, die mit den heutigen fast identisch sind. In der Zeit 1912 bis 1922 mussten viele Moslems die Region verlassen. Die Taktik der „verbrannten Erde“ und der systematischen Vertreibung bestimmter ethnischer Gruppen aus einzelnen Gebieten waren durch einen beträchtlichen Innovationsgrad ethnopolitisch motivierter Gewalt geprägt.

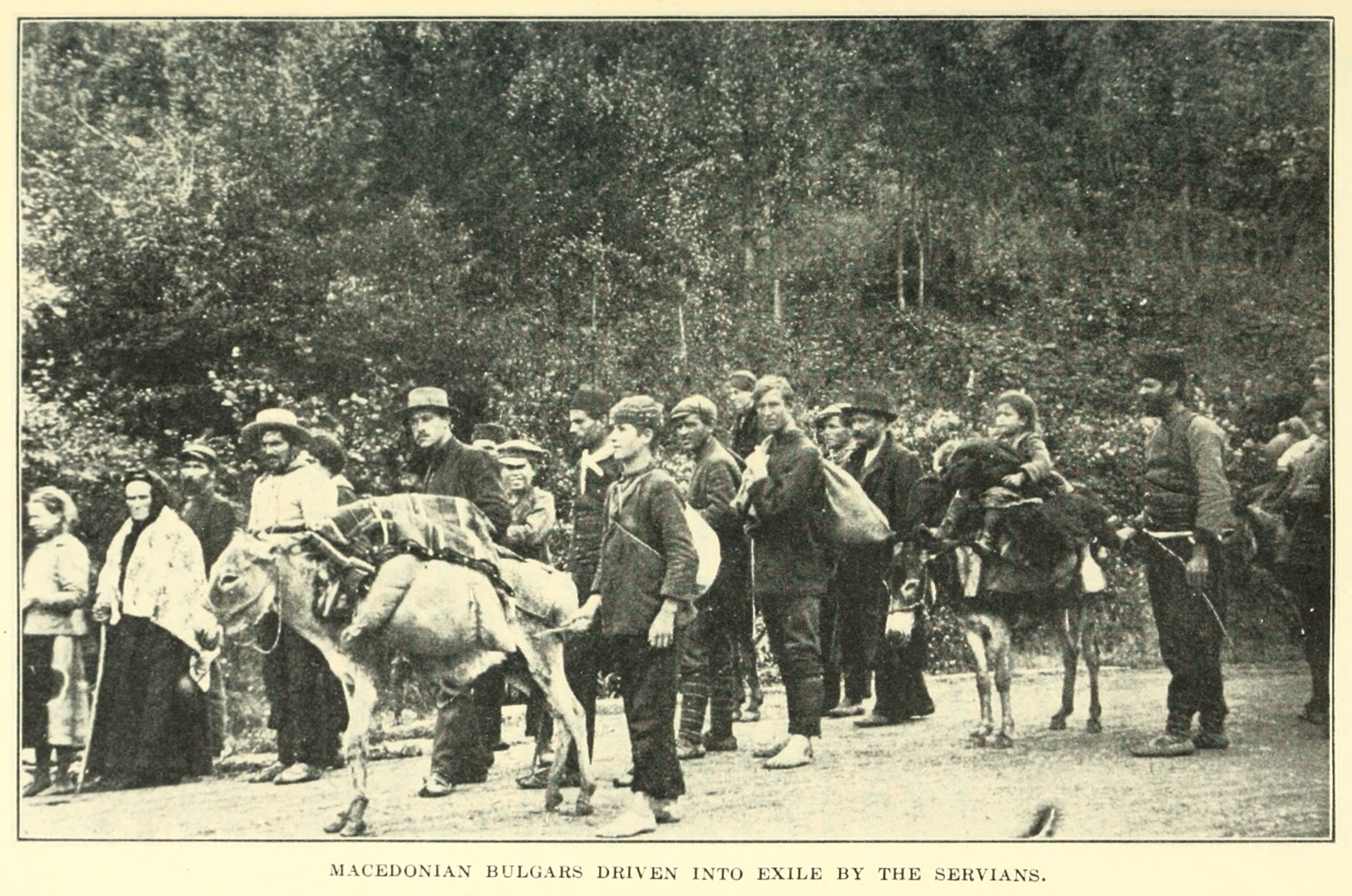
Bulgarische Flüchtlingskolonne aus Makedonien (1914)

Nach den Balkankriegen fiel das so genannte Vardar-Makedonien an Serbien. Nach der Niederlage Bulgariens im Zweiten Balkankrieg und vor allem im Ersten Weltkrieg emigrierten Teile der makedonischen Bulgaren nach Bulgarien. So kamen über 80 Prozent der Flüchtlinge in der bulgarischen Hauptstadt Sofia aus Vardar- und Ägäis-Makedonien. Schätzungen für das Jahr 1913 für das Gebiet Vardar-Mazedonien gehen von einer Anzahl von 90.000 Bulgaren, damals rund 10 Prozent der Gesamtbevölkerung aus. Zusätzlich wurden alle bulgarischen Institutionen geschlossen, probulgarische Einwohner der Region verfolgt und Diskriminierungen ausgesetzt, die gesamte Bevölkerung zu Südserben sowie die westbulgarischen Dialekte als Teil der serbischen Sprache proklamiert (siehe Panserbismus).

### Serbisch-jugoslawische Herrschaft und Zwischenkriegszeit

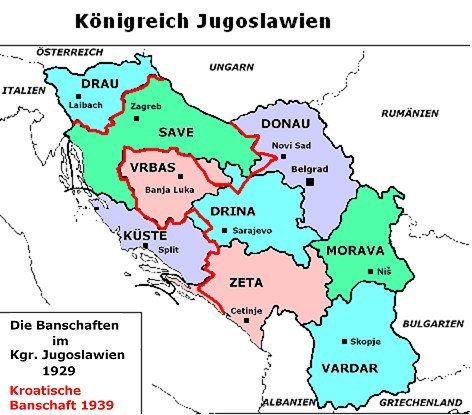
Gliederung Jugoslawiens in Banovine 1929–1941

Mit der Beendigung des Ersten Weltkrieges 1918 änderten sich die Grenzen der Region kaum. Das Gebiet der heutigen Republik Nordmazedonien blieb weiterhin integraler Teil des serbischen Königreiches. Es wurde offiziell als Süd-Serbien bezeichnet. Im Gegensatz zu den im Vertrag von Neuilly-sur-Seine (Artikel 54-57) zugesicherten Rechten, wurden die Selbstbestimmungsrechten der Bulgaren im neuentstandenen Königreich der Serben, Kroaten und Slowenen nicht geachtet. Alle slawischen Bewohner der Region wurden von den neuen Machthabern nun als Serben angesehen. Dieses führte zur Bildung der gegen Serbien gerichtete, im Untergrund agierende und unter der Führung von Todor Aleksandrow stehende Innere Mazedonische Revolutionäre Organisation (kurz IMRO), die im benachbarten, bulgarischen Pirin-Makedonien, ihrer Operationsbasis hatte. Dort wurde die IMRO zum „Staat im Staate“ und im Laufe der 1920er-Jahre zum „Staat über dem Staate“ Bulgarien. Auch der gewaltsame Tod Aleksandrow im Jahre 1924, diverse Abspaltungen und das Verbot der Organisation in den 1930er Jahren brachten keine Entspannung. Dessen Nachfolger an der Spitze der bulgarisch-makedonische Bewegung Iwan Michajlow, verbündete sich 1929 (siehe Deklaration von Sofia) mit der kroatischen Unabhängigkeitsbewegung Ustascha gegen die jugoslawische Königsdiktatur. Die unsichere Lage bedingt von Repression und Vergeltung beider Seiten sowie katastrophale Lebensbedingungen führten zwischen den beiden Weltkriegen zu einem wirtschaftlichen Niedergang und eine Auswanderungswelle ins benachbarte Bulgarien, aber auch in die Vereinigten Staaten und Südamerika.
Mit dem Gesetz über die Glaubensgemeinde der Juden im Königreich Jugoslawien vom 14. Dezember 1929 wurde das Verhältnis zum Staat neu geregelt und die traditionelle jüdische Selbstverwaltung zum Teil abgeschafft. Offiziell blieben die jüdischen Gemeinden „Selbstverwaltungs-Körperschaften“, tatsächlich mussten sie ihre Statuten dem Justizministerium zur Bestätigung vorlegen, und das Ministerium sprach auch das letzte Wort, wenn sich jüdische Gemeinden gründeten, spalteten, vereinten oder auflösten. Im Februar 1939 verabschiedete das Königreich Jugoslawien ein antisemitisches Gesetz, welches sich auch auf die jüdische Bevölkerung in Vardar-Mazedonien erstreckte und mit dem der jüdischen Bevölkerung jeglicher Handel und der Zugang zu höheren Schulen und Universitäten verwehrt wurde. Tausende Juden verloren so ihre berufliche Grundlage.
Ab 1929 bildete das Gebiet des heutigen Nordmazedonien zusammen mit Teilen des südlichen Serbiens administrativ die Provinz Vardarska banovina.
Am 9. Oktober 1934 erreichte der anti-serbische Kampf einen seiner Höhepunkte, als bei einem Attentat in Marseille, die IMRO gemeinsam mit der Ustascha den jugoslawischen König Alexander I. ermordeten Schätzungsweise 4200 Bewohner der Vardarska banovina wurden zwischen 1918 und 1934 von der IMRO umgebracht, dem gegenüber standen rund 340 Opfer unter den Repräsentanten der jugoslawischen Staatsgewalt.

### Die Vardarska banovina im Zweiten Weltkrieg

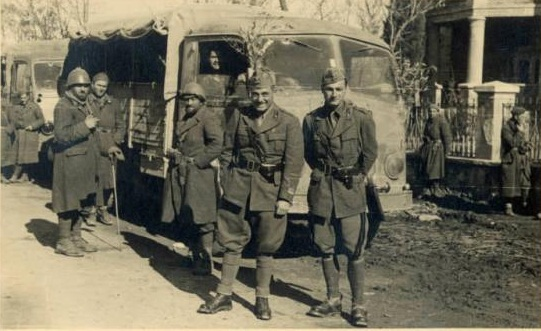
Italienische Truppen in Ohrid, 12. April 1941

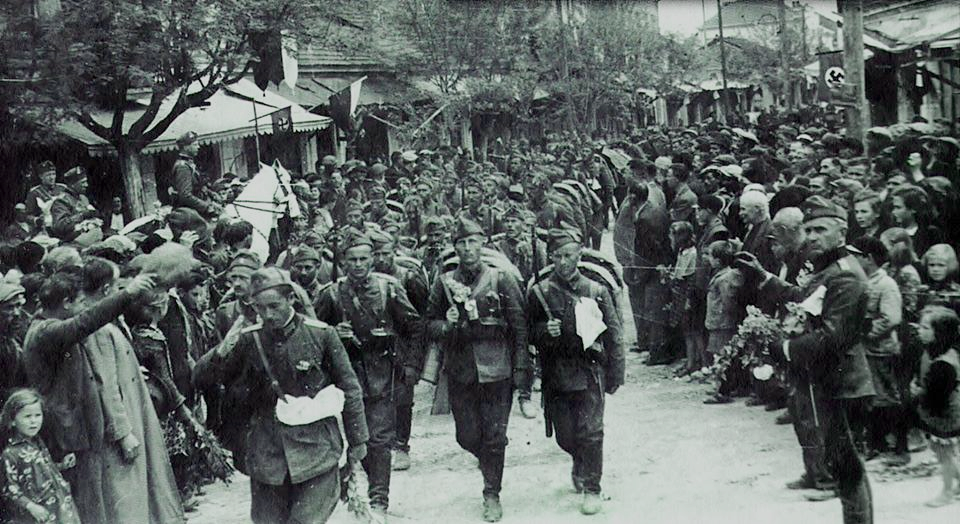
Empfang der bulgarische Armee in Strumica, Ende April 1941

Im Zweiten Weltkrieg wurde die Vardarska banovina nach dem Jugoslawischen Putsch vom März 1941 und den darauffolgenden Balkanfeldzug durch die Wehrmacht und italienische Truppen besetzt. Bei den anschließenden Wiener Verhandlungen (20.-22, April 1941) erfolgte die Aufteilung des Königreichs Jugoslawiens nach den Vorstellungen Adolf Hitler. Er ordnete die Überlassung der Verwaltung großer Teile Makedoniens an Bulgarien, das Gebiet um die Gebirge Šar Planina und Jablanica im Westen wurde dem italienischen, seit 1943 deutschen Protektorat Großalbanien zugeschlagen und ein kleiner Teil war direkt von deutschen Truppen besetzt. Auf Basis der Klodius-Popow-Vereinbarung überquerten bulgarischen Truppen erst ab Ende April die Grenze, unterstanden jedoch vor Ort der Befehle der Wehrmacht (sieh z. B. Heeresgruppe E). Die bulgarische Armee wurde bei ihrem Vormarsch von der Mehrheit der Bevölkerung freundlich und vielerorts auch als Befreier von der serbischen Herrschaft empfangen und konnte sogar aus der lokalen Bevölkerung rekrutieren, die in bestimmten Bataillonen 40 bis 60 Prozent der Soldaten ausmachten.
Um die Versorgungslage zu verbessern, entsendete die bulgarische Regierung Lebensmittel, wie bereits Ende 1941 in die Region Bitola rund 11,5 Millionen Tonnen und in der Region Skopje rund 2 Millionen Tonnen Lebensmittel. In Skopje, Veles, Bitola, Štip wurden öffentliche Küchen für arme Familien geöffnet. Allein in der Region Bitola gab es 90 Schulkantinen, die 60.000 Kinder versorgten. Um die Gesundheitslage zu verbessern, eröffnetet die bulgarische Ärztevereinigung Krankenhäuser (z. B. in Skopje mit 400 Betten, in Štip mit 100 Betten und in Kumanovo mit 80 Betten) und Ambulanzen (allein in der Region Skopje 37). Daneben wurden zahlreiche Kindergärten, Waisenhäuser, Pflegeheime in dieser Zeit eröffnet. Um die Malaria zu bekämpfen, wurde eine Kampagne zur Trockenlegung der Ufersümpfe in den Feldern Skopje und Strumica durchgeführt. Dennoch verfolgte Bulgarien in Makedonien vor allem nationale Ziele und eine intensive Bulgarisierungspolitik.
Bulgarien setzte bei der Besetzung der zivilen Administration der Vardarska banovina, wie im Ersten Weltkrieg auf zurückkehrende Emigranten und Kader der IMRO, die vielerorts freundlich empfangen wurden, die Bürgermeister und weiteren administratives Personal stellten. Unerwünschte Politiker, Beamte, Lehrer, Polizisten und Priester wurde jedoch vertrieben. Inwiefern es sich bei den Neuen Gebieten um eine bulgarische Besatzung, befreiten Gebiete, bulgarische Annexion, eine Zone unter bulgarische Administration oder eine bulgarische Administration von deutschen Gebieten handelte, ist heute umstritten. Denn die zuständigen deutschen Behörden erkannten nur die bulgarische Militärverwaltung an, nicht aber die Zivilverwaltung. Die heutige mazedonische Historiographie spricht hingegen weiterhin in der jugoslawischen Tradition der Tito-Partisanen und ausschließlich von einer faschistischen Okkupation seitens Bulgariens, die Beteiligung von weitere Achsenmächte wird meist negiert. Dazu waren deutsche Truppen und SS-Verbände während der gesamten Zeit des Weltkrieges in Makedonien präsent und griffen teilweise in die Entscheidungen der bulgarischen Administration ein. Auch die örtliche Polizei unterstand in Bezug auf die Judenfrage dem Befehl des deutschen Militärs sowie weitere deutsche Administration vor Ort und musste deren Anweisungen strikt befolgen. Mögliche territoriale Ansprüche Bulgariens sollten zudem erst nach dem Krieg geklärt werden. Daher glich das Land, was seine Ausrichtung auf die Bedürfnisse der deutschen Kriegswirtschaft betrifft, dem kroatischen Ustascha- und dem serbischen Rumpfstaat.
Auch die Kommunisten der Vardarska banovina weigerten sich, die Bulgaren als Besatzer zu definieren und gliederten unter ihrem Anführer Metodi Schatorow die Strukturen in die Kommunistische Partei Bulgariens anstatt wie vom Komintern gefordert in der Kommunistischen Partei Jugoslawien ein. Zusätzlich weigerten sie sich, den bewaffneten Kampf gegen die bulgarische Administration aufzunehmen. Dieses und die fehlende Unterstützung in der Lokalbevölkerung wird auch als einer der Gründe gesehen, wieso die mazedonischen Kommunisten erst durch die Gründung des unter Titos stehenden Bund der Kommunisten Mazedoniens 1943 und vor allem durch die Einsetzung von meist serbischen Partisanen erst ab Anfang 1944 merkbaren Widerstand in der Region aufbauen konnten. Letztlich bewirkte die bulgarische Besetzung nicht die erwünschte Wiedervereinigung, sondern im Widerstand gegen deutsche und bulgarische Besatzungstruppen bildete sich ein eigenes mazedonisches Regionalbewusstsein heraus.
Nach dem Plan von SS-Führer Theodor Dannecker und des bulgarischen „Kommissars für Judenfragen“ Aleksandar Belew wurden die Juden in den Neuen Gebieten als erste deportiert. So wurden aus Makedonien auf direkten Befehl Heinrich Himmler und mittels Druck auf die bulgarische Regierung durch den deutschen Botschafter in Sofia Adolf Beckerle 7100 Juden vornehmlich aus Skopje und Bitola, darunter 2000 Kinder, durch die SS ins Vernichtungslager Treblinka deportiert. Nur 196 von ihnen überlebten. Als jedoch der Plan zur Deportation der Juden aus dem bulgarischen Kernland durch Dimitar Peschew aufgedeckt wurde, widersetzten sich das Königshaus, die bulgarische Regierung, die Heilige Synode der bulgarisch-orthodoxen Kirche und die Bevölkerung zum größten Teil erfolgreich gegen den weiteren Verfolgung und Deportation. Im Gegensatz zu den alten bulgarischen Gebieten, wo es weit verbreitete Proteste gegen die Deportationen gab, einschließlich Petitionen an die Regierung in Sofia, fehlte es in Vardar-Mazedonien an solchen organisierten Bewegungen.
Ab Ende August 1944 zog sich Bulgarien aus den besetzten Gebieten Jugoslawiens zurück, um ab 9. September den Krieg gegen die Wehrmacht aufzunehmen. Am 18. September 1944 marschierten die Erste, Zweite und Vierte bulgarische Armee als Teil der 3. Ukrainischen Front unter der Führung des Marschall Fjodor Tolbuchin in der kurz zuvor von Bulgarien geräumte Vardarska banovina ein und griffen die Wehrmachtverbände der Heeresgruppe E an. Am 12. November nahm die 1. bulgarische Armee Kumanovo ein und am 14. November die 4. Armee Skopje. Durch den bulgarischen Aufmarsch wurde die einzige Bahnlinie von Griechenland (Saloniki) aus über Skopje nach Norden bis Belgrad von den bulgarischen Truppen erobert. Diese war die wichtigste Versorgungslinie der gesamten Achsenstreitkräfte in Griechenland. Durch das Vorrücken der Bulgaren, nahmen diese nicht nur aktiv im Kampf gegen Nazideutschland teil, sondern sicherten die Südflanke der Belgrader Operation, welche den Rückzug der Wehrmacht auf dem Balkan einleitete. Diese Tatsache, wie auch dass Bulgarien aktiv als Teil der Anti-Hitler-Koalition an der Befreiung Jugoslawiens teilnahm, wird noch heute durch die mazedonische Historiographie verschwiegen. Auf ihrem Rückzug 1944 töteten deutsche Truppen im Massaker von Ladorisht über 80 unbewaffnete Einwohner des Dorfes Radolišta (Ladorisht) als „Vergeltung“ für vorherige Partisanenangriffe.

## Sozialistische Republik Mazedonien

### Gründung der SJR Mazedonien und griechischer Bürgerkrieg

Mazedonien als Teilrepublik der Sozialistischen Republik Jugoslawien

Nach dem Ende des Zweiten Weltkrieges brach 1946 der Bürgerkrieg in Griechenland zwischen dem kommunistischen und dem royalistisch-bürgerlichen Lager aus. Die Tatsache, dass sich die kommunistische Armee in Griechenland nicht nur aus ethnischen Griechen, sondern auch aus Angehörigen der slawischen Minderheit Makedoniens zusammensetzte, fügte dem Bürgerkrieg neben seiner offenkundigen ideologischen zugleich eine nationale Dimension hinzu. Hinzu kam mit der Gründung der Föderativen Volksrepublik Mazedonien innerhalb Jugoslawiens im August 1944 die staatliche Institutionalisierung des Makedonismus. Die Entscheidung der jugoslawischen kommunistischen Führung, aus der jugoslawischen Provinz Vardarska Banovina die sechste Teilrepublik der jugoslawischen Föderation ins Leben zu rufen und innerhalb dieser mazedonische Nationenbildung zu betreiben, beruhte sowohl auf innen- als auch außenpolitischen Überlegungen.
In der Folge wurden die zuvor als „Südserben“ angesehene slawische Bevölkerung als Mazedonier ein Teilvolk Jugoslawiens, die ehemaligen westbulgarischen Dialekte nicht mehr als Teil der serbischen Sprache betrachtet und zur vollständigen mazedonischen Standardsprache mit einem eigenen Alphabet ausgebaut. Dabei orientierte sich nicht nur das kyrillische Alphabet des Mazedonischen größtenteils am Vorbild des kyrillischen Alphabetes des Serbischen, die Sprache wurde kontinuierlich von Bulgarismen gereinigt. Die neue kommunistische Ordnung verfolgte in den Jahren danach eine Politik der klaren Abgrenzung zum Bulgarischen und zur bulgarischen Sprache. Zusätzlich wurden Personen und Ereignisse der bulgarischen Geschichte in allen Bereichen vereinnahmt oder deren Biographien und Werke verändert. Damit sollte die Promulgation der neuen mazedonischen Nation unterstützt werden. Infolgedessen wurden Generationen junger Menschen in Pseudohistorie unterrichtet. Personen, die sich dieser Politik widersetzten und sich als Bulgaren bezeichneten oder sich öffentlich probulgarisch positionierten, wurden verfolgt und interniert (siehe z. B. Blutige Weihnachten). Antibulgarische Ressentiments wurden in der Folge ein wichtiger Bestandteil des mazedonischen Staatsdoktrin und mit dem Gesetz zum Schutz der mazedonischen nationalen Ehre institutionalisiert.

### Zeit zwischen 1949 und 1991 – Kalter Krieg
Am 26. Juli 1963 wurde Skopje von einem verheerenden Erdbeben getroffen, das fast die ganze Stadt zerstörte und über 1000 Menschenleben forderte.
Seit Mitte der 1970er-Jahre befand sich Jugoslawien in einer tiefen wirtschaftlichen Krise, die ebenfalls die mazedonische Teilrepublik erfasste. Die Inflation sorgte auch in der Sozialistischen Republik Mazedonien für eine massive Geldentwertung und Lohnausfälle. Im Jahr 1987 streikten in Skopje Bauarbeiter, weil sie zwei Monate lang keine Bezahlung erhalten hatten. Ein Jahr später kam es auch in Veles aufgrund der stark gestiegenen Brotpreise zu Protesten.
Nach 1980 gewannen wie den anderen jugoslawischen Teilrepubliken Nationalisten an gesellschaftlichen Einfluss. Die seit 1967 unabhängige Mazedonisch-Orthodoxe Kirche, die sich mit Unterstützung der jugoslawischen Regierung von der Serbisch-Orthodoxen Kirche abgespalten hatte, verband ein christliches Selbstbild mit einer mazedonisch-nationalen Identität. In Mazedonien kam es zu wachsenden Auseinandersetzungen zwischen christlichen und muslimisch-albanischen Gruppen, die 1987 etwa 20 Prozent der Bevölkerung ausmachten. Teile der albanischen Bevölkerung strebten bereits in den 1980er-Jahren nach einem Großalbanien, das auch Teile Mazedoniens umfassen sollte.
Im Mai 1989 wurde der aus Debar stammende Milan Pančevski zum letzten Vorsitzenden des Bundes der Kommunisten Jugoslawiens gewählt. Im Laufe des Jahres verschärfte die Hyperinflation die wirtschaftlichen Probleme. Der Staatsbankrott konnte nur durch eine Intervention des Internationalen Währungsfonds abgewendet werden. Im Dezember 1989 wurde der Dinar abgewertet, es wurden vier Nullen gestrichen. Der Bund der Kommunisten Jugoslawiens zerbrach kurz darauf auf seinem 14. Kongress Ende Januar 1990 an der Frage wie eine mögliche politische Umgestaltung des Bundesstaates eingeleitet werden soll. Formell traten Slowenien und Kroatien im Juni 1991 aus der Föderation aus.
Wie auch in anderen jugoslawischen Teilrepubliken wurde auch in Mazedonien im November 1990 die erste Parlamentswahl nach einem Mehrparteiensystem abgehalten. Stärkste Kraft wurde die nationalistische VMRO-DPMNE, welche sich für ein Mazedonien als Nationalstaat des mazedonischen Volkes einsetzte. Im Januar 1991 wurden zudem die ersten Präsidentschaftswahlen abgehalten, welche vom Befürworter des Erhalts des jugoslawischen Bundesstaates Kiro Gligorov gewonnen wurden. Gligorov setzte nach der Wahl eine Expertenregierung ein. Nachdem Kriegsausbruchs in Slowenien und Kroatien änderte jedoch Gligorov seine Positionen allmählich und er sah eine auf einem demokratischen Votum basierende Unabhängigkeit in den historisch gewachsenen Grenzen als Chance, um gute Beziehungen zu den Nachbarländern aufzubauen und inneren Frieden zu wahren.

## Republik Mazedonien/Nordmazedonien

### Unabhängigkeit und Anerkennung

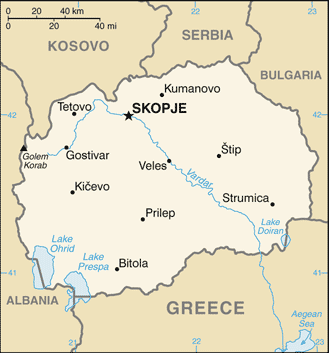
Heutige Republik Nordmazedonien

Flagge Nordmazedoniens

Flagge Nordmazedoniens zwischen 1992 und 1995 mit dem Stern von Vergina

Bei dem am 8. September 1991 in der jugoslawischen sozialistischen Teilrepublik Mazedonien durchgeführten Referendum mit der Frage mazedonisch Дали сте за суверена и независна држава Македонија, со право на влез во иден сојуз на суверени држави на Југославија? ‚Sind Sie für einen souveränen und unabhängigen Staat Mazedonien mit dem Recht, einer zukünftigen Union souveräner Staaten Jugoslawiens beizutreten?‘ stimmten 96,46 % der Teilnehmer oder 1.079.308 Personen mit Ja, und im Anschluss erklärte Mazedonien durch seine politische Führung als dritte Teilrepublik Jugoslawiens seine Unabhängigkeit. Die Wahl der Frage sollte sowohl dem nationalistischen als auch dem projugoslawischen bzw. proserbischen Lager gerecht werden und hielt somit einen möglichen Beitritt Mazedoniens in eine zukünftige Bundesrepublik Jugoslawien offen. Die albanische und serbische Minderheit boykottierte allerdings größtenteils das Referendum, wozu ihre politischen Interessenvertreter zuvor aufgerufen hatten.
Die von der EG eingesetzte Badinter-Kommission stellte zwar fest, dass Mazedonien die Voraussetzungen für eine Anerkennung erfüllt, dennoch sprachen sich die Mitgliederstaaten auf Druck Griechenlands gegen die Anerkennung der Unabhängigkeit aus und unterstütze bei der Auflösung Jugoslawiens nur diejenige von Slowenien und Kroatien. Der erste Staat, der Mazedonien anerkannte, war der östliche Nachbar Bulgarien. Dies geschah am 15. Januar 1992 durch den Präsidenten Schelju Schelew und Ministerpräsidenten Filip Dimitrow gegen den Willen der EU und Deutschland. Bereits zuvor unter den Ministerpräsidenten Dimitar Popow widersetze sich Bulgarien gegen mögliche griechisch-serbische Aufteilungspläne. Unter den Einfluss Bulgariens erkannten zunächst die Türkei und am 3. August 1992 Russland, als erste der Großmächte und langjähriger Verbündeter Serbiens, Mazedoniens Unabhängigkeit an. Im selben Jahr zog sich die Jugoslawische Volksarmee friedlich zurück, allerdings nahm sie ihre militärische Ausrüstung mit, so dass der neue Staat und seine Streitkräfte nur mit Handfeuerwaffen bewaffnet waren. Im Februar 1993 besuchte Schelju Schelew als erster ausländischer Staatsoberhaupt Skopje und untermauerte damit das Interesse Bulgariens an einem unabhängigen Staat Nordmazedonien. Trotzdem kam es zu Unstimmigkeiten auch mit Bulgarien.
Bulgarien anerkannte nicht nur als erster Staat das Land völkerrechtlich, sondern tat dieses für die geltende Verfassung mit dem dort festgeschriebenen verfassungsmäßigen Namen Republik Mazedonien und allen damit verbundenen Rechten der mazedonischen Bürger, wie das Selbstbestimmungsrecht und das Recht zum Gebrauch der eigenen Sprache (siehe hierzu Staatsanerkennung sowie Drei-Elemente-Lehre). Noch bis 1991 war mit dem Gesetz zum Schutz der mazedonischen nationalen Ehre, mit dem die Selbstbestimmung und Bezeichnung der Bulgaren und der Gebrauch der Bulgarische Sprache in der Sozialistischen Republik Mazedonien verboten und unter Strafe gestellt wurden, eine klare anti-bulgarische Gesetzgebung gültig. Bereits kurz nach der Anerkennung sprach sich ein Teil der jugoslawischen Nomenklatura wie Blaže Ristovski, dass die Anerkennung seitens Bulgariens nicht ausreichend sei und verlangte eine explizite Anerkennung der Errungenschaften des antifaschistischen Kampfes wie der Eigenständigkeit der mazedonischen Sprache. So wurden bis 1945 die gesprochenen slawischen Mundarten im Gebiet des heutigen Nordmazedoniens in der Slavistik und Linguistik oft als Bulgarisch eingestuft (→ Geschichte der mazedonischen Sprache). Bei einem Besuch des Ministerpräsidenten Ljubčo Georgievski 1998 in Sofia wurde der linguistische Streit beigelegt und Nordmazedonien entsagte im Gegenzug jeglicher Einflussnahme auf die mazedonische Minderheit im bulgarischen Teil Makedoniens. Dieser Vereinbarung widersetzten sich jedoch Teile der mazedonischen Politik und mit der Regierungsübernahme von Nikola Gruevski wurde sie einseitig für nichtig erklärt. Georgievski konnte bei seinem Besuch noch eine enge militärische Zusammenarbeit mit Bulgarien vereinbaren und Bulgarien überließ dem neuen Staat 150 Panzer und die gleiche Anzahl Artilleriegeschütze. Für die schwach ausgerüsteten mazedonischen Streitkräfte war dies angesichts der folgenden albanischen Aufstände im Westen des Landes ein Transfer von großer Bedeutung.
Der Name Mazedonien – im Hinblick auf die gleichnamige griechische Region Makedonien – und Symbole wie den Stern von Vergina, wird nicht von griechischer Seite anerkannt. Griechenland hatte keine Einwände gegen die Unabhängigkeit. Die damalige Flagge Stern von Vergina wurde nicht als Staatssymbol anerkannt, denn das Symbol wurde erst Mitte 1980 in archäologischen Ausgrabungen in Griechenland entdeckt und korreliert mit Makedonien aus der antiken Zeit. Die Auswahl dieses Symbols als Bestandteil der Nationalflagge sowie die Umbenennung des Flughafens in der Hauptstadt Skopje in Alexander the Great-Airport 2007 empfindet die griechische Seite als Provokation. Seit 1995 ist eine veränderte Fahne als Staatssymbol bei den Vereinten Nationen anerkannt.
Griechenland sieht den Namen Mazedonien für das heutige Nordmazedonien als historisch nicht gerechtfertigt an, da die Geschichte des antiken Makedoniens ein Teil der griechischen antiken Geschichte ist, und zu diesem Zeitpunkt waren in der Region keine Slawen. Zusätzlich wird argumentiert, dass ein großer Teil des heutigen Nordmazedoniens nie Teil der historischen Region Makedonien gewesen sei.
Die damalige Republik Mazedonien argumentierte, dass die Bezeichnung Makedonien mindestens seit dem 19. Jahrhundert für die ganze Region inklusive der unabhängigen Republik Mazedonien, sowohl lokal, als auch darüber hinaus üblich sei, und dass sich die slawischsprachigen Bewohner der Region auch mindestens ebenso lang als Makedonci (Македонци oder im bulgarischen Pirin-Mazedonien Македонци) bezeichneten.
International war die Republik deshalb vorläufig als Ehemalige Jugoslawische Republik Mazedonien (kurz EJRM; englisch Former Yugoslav Republic of Macedonia, kurz FYROM) anerkannt und wurde unter dieser Bezeichnung auch 1993 in die UNO aufgenommen. Die meisten Staaten verwendeten jedoch auch offiziell den Begriff Republik Mazedonien. Die UNO forderte Griechenland und Mazedonien auf, zu einer friedlichen Einigung im Namenskonflikt zu finden. 2009 blockierte Griechenland die Aufnahme Mazedoniens in die Militärallianz der NATO, der Grund war der immer noch nicht geänderte Name. Während Albanien und Kroatien der Allianz beitraten, blieb Mazedonien als weiterer potentieller Beitrittskandidat außen vor.
Mit dem Ausbruch des Namenskonfliktes brach Griechenland die wirtschaftlichen Beziehungen mit der Republik Mazedonien ab. Es stoppte jegliche Aus- und Einfuhren in und aus der Republik Mazedonien. Das Land, das sich gerade im Umbruch befand und traditionell wirtschaftlich stark von Serbien und Griechenland abhängig ist, wurde dadurch massiv getroffen. Lediglich Bulgarien unterstützte den jungen Balkanstaat und öffnete seine Grenzen und Häfen für den direkten Warenverkehr nach Nordmazedonien, womit die Hauptversorgung des Landes bis Ende 1994 durch Bulgarien verlief und dadurch das griechische Embargo wesentlich geschwächt wurde. Der Europäische Gerichtshof entschied jedoch, dass diese Aktion Griechenlands nicht den EU-Richtlinien widerspreche. Griechenland hob das einseitige Embargo wieder auf, nachdem die Regierung in Skopje Verhandlungsbereitschaft zeigte und auch die Nationalflagge geändert wurde.

### Ethnische Spannungen und Abkommen von Ohrid

Das Logo der UÇK

Um das Jahr 2000 kam es in Mazedonien zu Spannungen, da sich die albanische Minderheit durch den mazedonischen Staat nicht repräsentiert sah und nach mehr Autonomie strebte. Dieser wiederum betrachtete seit der Unabhängigkeit die gesamte Bevölkerung Mazedoniens als Mazedonier. Die Albaner, die etwa ein Drittel der Bevölkerung ausmachen (die Volkszählung von 2002 ergab um die 25 Prozent, wird aber teilweise angezweifelt), wünschen mehr Autonomie, die ihnen die slawisch-mazedonische Mehrheit nur schwer zugestehen möchte. Dies führte zu bürgerkriegsähnlichen Kampfhandlungen im Westen des Landes durch die Nationale Befreiungsarmee (albanisch Ushtria Çlirimtare Kombëtare, UÇK), die teilweise auf die Hauptstadt übergriffen und erst durch internationale Vermittlung beendet werden konnten. Mazedonien wurden in dem Konflikt von Bulgarien mit militärischer Ausrüstung, darunter 104 Panzer und gepanzerte Fahrzeuge, sowie diplomatisch unterstützt. Ein Bürgerkrieg konnte durch ausländische Truppenpräsenz (Operation Amber Fox) und das durch internationale Vermittlung 2001 geschlossene Rahmenabkommen von Ohrid verhindert werden. Dieses Abkommen kam vor allem durch die Haltung von Präsident Boris Trajkovski zustande, der auch die Annäherung an die Europäische Union in Bewegung brachte. Die albanische Seite wirft der Regierung in Skopje allerdings vor, das Rahmenabkommen nicht vollständig einzuhalten.
Am 26. Februar 2004 stürzte das Flugzeug des Präsidenten Boris Trajkovski über Stolac in Bosnien und Herzegowina ab. Er war gerade auf dem Weg zu einer Geldgeberkonferenz in Mostar. Da Trajkovski im Allgemeinen als sehr offen und als Garant für den Frieden im Land galt, wurde dieser Unfall als schwerer Rückschlag gesehen. Ministerpräsident Branko Crvenkovski kündigte zwar an, dessen Politik weiterzuführen, doch die notwendig gewordenen Präsidentenwahlen im April 2004 stellten das Land erneut vor einen Scheideweg. Branko Crvenkovski, der sich für eine Annäherung Mazedoniens an die NATO und Europäische Union einsetzt, konnte sich schließlich in einer Stichwahl gegen Sasko Kedev von der Oppositionspartei VMRO-DPMNE durchsetzen.
Im März 2004 legte Mazedonien sein Beitrittsgesuch zur Europäischen Union vor. Am 17. Dezember 2005 wurde Nordmazedonien offiziell Beitrittskandidat. Allerdings hat das Land noch keinen Termin für die Aufnahme von Beitrittsgesprächen erhalten.

### Nordmazedonien unter Gruevski

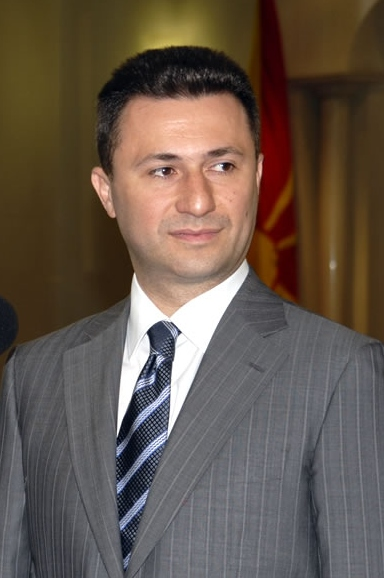
Nikola Gruevski, Ministerpräsident Mazedoniens von 2006 bis 2016

Bei der Parlamentswahl am 5. Juli 2006 kam es zu einem Machtwechsel. Es siegte das von der konservativen Partei VMRO-DPMNE geführte Oppositionsbündnis Für ein besseres Mazedonien mit 44 Sitzen. Das Bündnis Mazedonien gemeinsam der regierenden Sozialdemokratischen Liga Mazedoniens (SDSM) kam nur auf 32 Sitze. Die VMRO-DPMNE bildete daraufhin eine Regierung mit der Albanischen Demokratischen Partei (PDSH), der von der SDSM abgespaltenen Neuen Sozialdemokratischen Partei und weiteren Kleinparteien. Die stärkste albanische Partei, die Demokratische Union für Integration (BDI), wurde damit in die Opposition verwiesen.
Am 1. Juni 2008 fanden vorgezogene Parlamentswahlen statt, da die PDSH im März die Koalition verlassen hatte. Bei den Wahlen konnte die VMRO-DPMNE die Mehrheit gewinnen. Gestärkt durch den Wahlsieg verhandelte Nikola Gruevski mit beiden albanischen Parteien über die Bildung einer Regierung und schloss schließlich eine Koalition mit der stärkeren albanischen Partei BDI und der kleinen Partei der mazedonischen Muslime PEI.
Im Dezember 2012 entzog die bulgarische Regierung Mazedonien wegen der aus ihrer Sicht fehlenden Zusammenarbeit und nicht abgeschlossenen Freundschafts- und Nachbarschaftsabkommen, wegen des Projektes Skopje 2014 und der Behandlung der bulgarischen Minderheit in Mazedonien, die Unterstützung und sprach sich gegen ein konkretes Datum für den Beginn von EU-Beitrittsgesprächen aus.
Am 28. Januar 2011 boykottierten die Sozialdemokraten mit der albanischen Partei Neue Demokratie (DR) und drei weiteren kleineren Parteien das Mazedonische Parlament auf unbestimmte Zeit. Als Grund nannten sie, dass Ministerpräsident Nikola Gruevski seit einiger Zeit die Pressefreiheit im Land stark einschränke und dass er und seine Familie in Korruption verwickelt seien. Seit zwei Jahren boykottierte zudem auch die PDSH aufgrund der Nichtanerkennung Mazedoniens der unabhängig erklärten Republik Kosovo das Parlament. Mit der Nicht-Teilnahme dieser Parteien an zukünftigen Parlamentssitzungen war die Anzahl der Abgeordneten der oppositionellen Parteien auf nur zwei unabhängige gesunken. Am 16. März boykottierte zudem die BDI die Parlamentssitzung, somit hatte sich der Boykott auch auf die Regierungsparteien ausgeweitet.
Am 5. Juni 2011 fanden vorzeitige Parlamentswahlen statt. Zuvor kehrte die PDSH zurück ins Parlament und beendete ihren Boykott. Am 16. April war das Parlament aufgelöst worden. Zuvor wurden noch Wahlrechtsreformen durchgeführt, die seit langem von der Opposition gefordert worden waren. Danach wurde das Parlament um drei Sitze erweitert, die für Vertreter der Diaspora reserviert sind. Bei den Wahlen setzte sich bei einer Wahlbeteiligung von 63,4 Prozent erneut die VMRO-DPMNE mit 39,2 Prozent der Stimmen als stärkste Partei durch, gefolgt von den Sozialdemokraten mit 32,8 Prozent und der BDI mit 10,8 Prozent. Der bisherige Ministerpräsident Nikola Gruevski konnte damit seine Regierungskoalition fortsetzen.
Vorübergehend eskalierten Anfang 2012 die ethnischen Spannungen zwischen Albanern und Mazedoniern erneut.
Seit Februar 2015 befindet sich das Land wieder in einer politischen Krise, durch Auseinandersetzungen zwischen Regierung und Opposition. Es gab teils gewalttätige Proteste in Skopje und in anderen größeren Städten.
Seit Juni 2015 wurde zusätzlich die Flüchtlingsmigration auf der Balkanroute zum beherrschenden Thema, zeitweise wurde im August sogar der Ausnahmezustand verhängt. Besonders belastend für das Land, das als Griechenlandnachbar das einzige Land ist, das massive illegale Einwanderungsströme aus der EU heraus sieht, dass es von Brüssel anfangs keinerlei Unterstützung erhielt. Im Dezember errichtete man an der griechischen Grenze einen kleinräumigen Grenzzaun. Erst nach der Westbalkan-Konferenz 2016 fand man mit den Ländern bis Österreich eine gemeinsame Linie.
Am 14. Januar 2016 trat Ministerpräsident Gruevski infolge der anhaltenden politischen Krise zurück. Das Amt übernahm kommissarisch sein Parteifreund und Vertrauter Emil Dimitriev.

### Politische Entwicklung seit 2018
Während der bulgarische EU-Ratspräsidentschaft 2018, als Bulgarien die Integration der Westbalkanländer in der EU als einen der Schwerpunkte setzte, wurde mit dem östlichen Nachbarn schließlich der Freundschafts- und Nachbarschaftsvertrag unterzeichnet, der zuvor von der VMRO-DPMNE unter Gruevski fast über ein Jahrzehnt blockiert wurde. Nach der Annäherung an Bulgarien suchte die mazedonische Politik den Namensstreit mit Griechenland zu lösen. Mit der Einigung mit Griechenland beschloss das mazedonische Parlament in Skopje die Namensänderung in Nordmazedonien, die am 12. Februar 2019 in Kraft trat. Die Beilegung des Namensstreits und die Erklärung vor NATO, dass sich die Bezeichnung Nordmazedonien nur auf jenen Teil der geographischen Region beziehe, der von der ehemaligen jugoslawischen Republik eingenommen wird und nicht auch auf Teile Bulgariens, ermöglichte den Beitritt Nordmazedoniens zur NATO. Die Mitgliedschaft des Landes trat am 27. März 2020 in Kraft.